# 京都電気鉄道
京都電気鉄道（きょうとでんきてつどう）は、かつて京都市と紀伊郡（一部は伏見市を経て後に全域が京都市へ統合）において路面電車を運営していた私鉄である。通称は「京電」。
日本初の営業用電車を走らせ、大正期に21.1kmの路線を有するまでに拡大するが、1918年（大正7年）に市内における電車の運営統一を図る京都市に買収され、京都市電の一部となった。

## 歴史

### 背景
京都は明治維新以後、それまで居をおいていた天皇や公家が東京に移り住み、火の気が消えたような寂しさが漂うようになっていた。そのため、京都市民の中からこのまま街が衰退することを憂慮し、産業の振興を呼びかける声があがった。
産業振興を推し進める市民から出されたスローガンの中には、784年（延暦3年）の長岡京遷都と794年（延暦13年）の平安京遷都に伴い、急速に衰退した奈良（平城京）を挙げ、「第二の奈良にするな」というものもあった。
それに伴い、琵琶湖疏水と呼ばれる水路工事、更にはそれを用いた日本初の水力発電などが実施された。
路面電車の運転計画は、その水力発電によって供給される安価で潤沢な電力を基にして立てられるようになった。それに重ね、計画的に建設された都市のため主要道路が碁盤の目状になっていて電車の運行に都合が良かったことや、人口が多く観光客も多く見込めること、前述のような理由によって市民に進取の風潮が根付いたこと、更に平安遷都1100周年を記念して1895年（明治28年）に京都で第4回の内国勧業博覧会が催される事になったことも、計画の追い風となった。なお路面電車は、1890年（明治23年）の第3回内国勧業博覧会のとき、会場となった上野公園において、東京電燈が5月4日からアメリカ製の電車で試験運転を行い、多くの人に披露した。

### 設立まで

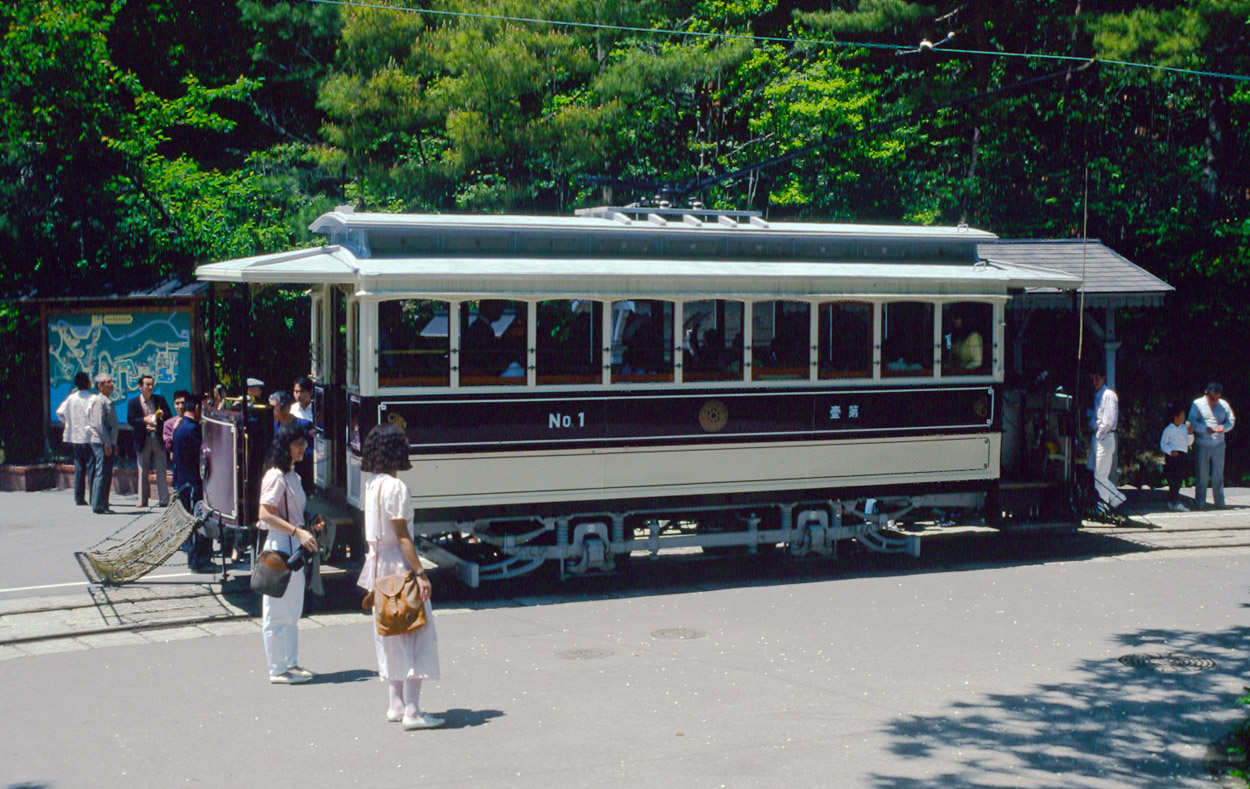
京都電気鉄道の1911年（明治44年）製電車（博物館明治村にて）

京都電気鉄道敷設の直接の契機は、前述した琵琶湖疏水によってもたらされた。
琵琶湖疏水の工期途中の1889年（明治22年）、疏水工事主任技師の田辺朔郎と上下京連合区会（後の京都市会）議員の高木文平は、疏水の水力利用についての視察のためアメリカへ赴いた。帰国後2人は水力利用は発電を主とするのがよいとの報告を行い、それに基づき蹴上発電所の設置など疏水工事の計画修正がなされた。その渡米時に2人は水力発電とともに、電気鉄道を見ている。
蹴上発電所の運転が始まると、高木文平らは、1892年（明治25年）電気鉄道の敷設を府知事に出願し、同年知事の諮問を受けた京都府会市部会は市内における敷設を可とする答申を出している。それを受けて高木文平ほか3名は、1893年（明治26年）に内務省へ電気鉄道の敷設を出願した。
そして1894年（明治27年）2月1日に、電車敷設の事業を行うための事業者として京都電気鉄道が設立され（社長には高木文平が選出）、路線の建設が開始された。
京都電気鉄道の社紋は、水力発電用のタービンをデザインしたものが採用されて、電車の明かり取りの窓にも、磨りガラスに丸型の社紋が表現された。

### 開業
翌1895年（明治28年）2月1日、初の路線として東洞院塩小路下ル（京都駅近く）－伏見下油掛（京橋）間を開業させた（距離約6.4km、モーターは25馬力1台、定員16人）。4月1日には七条から岡崎の博覧会場にいたる路線も開業させ、その後も順次路線を延ばしていった。しかし運転技術や設備が未熟で、正面衝突や電圧変動による立往生・暴走なども発生した。また開業当初は停留所の概念がなく、電車は任意の場所で乗降扱いを行っていた。
勧業博覧会のほうも、日清戦争の勝利に伴って賠償金が入り好況になったこともあって、約112万人の入場者を集める活況を見せた。以後、毎年1万人ずつ人口が増加するようになった京都市の活況にあわせ、電車の利用客も増加し、京都電気鉄道は毎年1割配当を行えるまでの業績を上げた。

### 運行開始当初の逸話

#### 信号人と告知人（前走り）
運行開始当初、路線は全線単線で19箇所に交換所が設けられたが、閉塞の概念がなかったことから時計に沿って電車を走らせていた。しかし時計の精度が低くまた遅延も多発ぎみで、単線区間に両方向から来た電車が同時進入して立往生し、どちらが交換所まで戻るかで運転士・乗客による罵倒・取っ組み合いの喧嘩がよく起こった。更に曲線区間で見通しが悪い場合は、正面衝突まで引き起こした。また、道路の幅が狭く電車の開業後も道路を横断する人が絶えなかったことから、開業2か月後には轢死事故が発生した。
そのため電車の安全対策を迫られ、1895年（明治28年）8月26日、京都府によって電気鉄道取締規則が制定された。これに伴い、街角や曲線区間には昼間は旗、夜間は灯火によって単線区間に同時に2列車が進入しないよう監視する信号人を置き、また電車には運転士と車掌のほか、市街地などの危険な区間では電車の前を先行して走り（当時の軌道条例による軌道では最高速度が8マイル毎時・12.9km/hとされていたため、走っても先行が出来た）歩行者に安全を知らせる告知人（前走り／さきばしり）を乗せ、また車両の前後に救助網（通行人を塵取りのように掬いこむための大きい網）を設置することとなった。
告知人は子供が多く登用され、昼は赤旗を、夜は提灯を持って、街角や人の多い場所で電車を降り、先行して電車の通行を告知した。しかし、走行中の電車からの飛び乗り・飛び降りを強いられる上、夜間は全線先走りが義務づけられるなど重労働で、また告知人が電車に轢かれる事故が多発した。世間からの非難も多く、会社としては告知人の廃止を申請したがすぐには認可されず、1898年（明治31年）に夜間の全線先走りが廃止されたものの、告知人の制度自体は1904年（明治37年）まで継続された。なお、このような危険かつ重労働であったため、京都では長らく、子供を叱るときに「電車の前走りにするで」という文句が使われていたといわれる。
また信号人も、ミスや怠慢のために電車が出会い頭になる事故が絶えなかったことから、行き違い箇所で電車を必ず行き違わせる方式にして廃止し、後にはトロリーコンタクターや通票を用いて強制化させた。
更に、前述の通り当初は勝手な場所で乗降を行っていたため、時に交通の妨害になる事があったことから、電気鉄道取締規則では街角や橋など往来の邪魔になる場所での乗降を禁じ、後には停留所を設けてそこでのみ乗降を取り扱わせるようにした。

#### 運休日
運転開始当初、蹴上発電所の電力を使用していたが、この発電所はこびり付いた藻を取り除くため月2回（1日・15日）停電日があったほか、保守点検のため年に数日の送電停止が行われており、電車も運休していた。これを解消するため、1899年（明治32年）に東九条村（後、京都市南区東九条東山王町）へ自社の火力発電所が設置され、運休もなくなった。当初は琵琶湖疏水の発電所からの受電と併用だったが、後に完全自給となる。しかし大正に入るとこの発電所は廃止され、京都電燈からの受電へと変更された。

#### ポール数
開業当初、電車の集電装置であるポールの数は1本で、変電所へ返す電気は線路に流していた。しかし上水道が普及し、鉄製の水道管が地中に埋められるようになると、電食によってその腐食が激しくなった。そのため、他の都市で採用が開始されていた2本ポール（集電用と帰電用）に切り替えた。その後、水道管が鉛などに切り替えられたため、ポール数は再び1本に戻されている。

### 市電の開業と競合
その後、この活況から京都市において別の電気鉄道を建設する構想が持ち上がり、44社にも及ぶ会社から申請が出された。市議会では道路拡張の資金を負担するのを条件に、そのうち数社に免許を交付する事を了承していたが、2代目市長であった西郷菊次郎の「目先の状況のみで、将来を見据えない判断をすべきではない」という主張を受けて、結局は市営で建設する事となった。この時、近いうちに京都電気鉄道を買収することも決められた。
市営による路面電車は京都電気鉄道とは別に建設する事となり、京都市電気軌道事務所によって1912年（明治45年）5月28日に第1期工事が完成、6月11日から4路線7.7kmの運行が開始された。なお、軌間は京都電気鉄道が1067mmの狭軌を採用していたのに対し、市は1435mmの標準軌を採用した。この時、市では道路拡張と同時に線路を敷設する施策を取り、その上で京都電気鉄道と並行する区間が存在することから、一部区間で軌道の共用を申し入れたが、市電の開業で減収となる京都電気鉄道はこれを拒否した。市は内閣の裁定まで用いてこれを何とか承認させたが、前述のように軌間が異なっていたため、共用区間では三線軌条が使用された。

### 市による買収
大正時代に入ると、市では第2期の路線拡大を図るとともに均一運賃制を導入するため、経営不振に陥っていた京都電気鉄道を買収する事にした。大正天皇の即位大典が京都御所で1915年（大正4年）に行われることになったことも、その後押しをした。買収交渉は難航し、一時は会議が決裂するにまで至ったが、結局は1918年（大正7年）7月1日付けで軌道21.1km、車両136両（3両は散水車で他は客車）が市に引き継がれ、京都電気鉄道は消滅した。

### 市営化後の推移
市営化後、京都電気鉄道が保有していた車両は、市が保有していた1形電車と区別するため、「狭軌用」のnarrow（狭い）の頭文字をとったNが車番に付され、「N電」と呼ばれるようになった。また市営化後、市営路線と重複する区間の整理、狭軌路線の標準軌への拡幅が順次行われ、堀川線（北野線）を除いて昭和初期までに完了した。なお堀川線は狭軌で残り、最後までポール集電の2軸単車（京都市交通局狭軌1形電車）が使用されたことから、市民や鉄道ファンから京都電気鉄道の名残を残す区間とみなされ、人気を集めた事もあった。
市営化後、堀川線は1961年（昭和36年）8月1日、最初に開業した伏見線は1970年（昭和45年）4月1日、そして最後に残って河原町線に組み込まれた区間も市電全廃と同じ1978年（昭和53年）10月1日にそれぞれ廃線となっている。
なお、路線についての詳細は「京都市電」を、また京電から市電に引き継がれた車両についての詳細は「京都市交通局狭軌1形電車」を参照のこと。

## 営業路線
1919年6月30日（京都市電への統合直前）当時。
- 伏見線：塩小路高倉 - 京都駅八条口 - 大石橋 - 札ノ辻 - 十条通 - 勧進橋 - 深草下川原町 - 竹田久保町 - 竹田出橋 - 七瀬川町 - 城南宮道 - 棒鼻 - 丹波橋 - 肥後町 - 東浜 - 中書島
- 木屋町線：塩小路高倉 - 七条高倉、京都駅前（京都駅烏丸口） - 七条東洞院 - 七条高倉 - 七条河原町 - 木屋町五条 - 四条小橋 - 木屋町二条
- 鴨東線：木屋町二条 - 二条疏水端 - 仁王門疏水 - 南禅寺前 - 蹴上
- 中立売線：木屋町二条 - 寺町二条 - 寺町丸太町 - 丸太町富小路 - 烏丸丸太町 - 烏丸下立売 - 堀川下立売 - 堀川中立売
- 堀川線：京都駅前 - 七条西洞院 - 四条西洞院 - 四条堀川 - 二条城前 - 堀川丸太町 - 堀川下立売 - 堀川中立売 - 千本中立売 - 下ノ森 - 北野
- 出町線：寺町丸太町 - 寺町今出川 - 河原町今出川 - 青竜町（出町）
- 御池線：堀川御池 - 千本御池 - 二条駅前
- 稲荷線：勧進橋 - 稲荷

各路線の市営化後の動向、廃止日付については京都市電#京都電気鉄道によって敷設された路線を参照。
※参考 : 当時の京都市営電車
- 千本線：千本今出川 - 千本丸太町 - 二条駅前 - 壬生車庫前
- 大宮線：壬生車庫前 - 四条大宮 - 七条大宮
- 烏丸線：京都駅前 - 七条烏丸 - 四条烏丸 - 烏丸丸太町 - 烏丸今出川
- 東山線：熊野神社前 - 祇園 - 東山七条
- 今出川線：千本今出川 - 烏丸今出川 - 寺町今出川
- 丸太町線：千本丸太町 - 堀川丸太町 - 烏丸丸太町 - 寺町丸太町 - 熊野神社前
- 四条線：四条大宮 - 四条堀川 - 四条西洞院 - 四条烏丸 - 四条小橋 - 祇園
- 七条線：七条大宮 - 七条西洞院 - 七条烏丸 - 七条東洞院 - 七条高倉 - 七条河原町 - 東山七条

このうち、三線軌条区間は以下の区間となっていた。
- 四条堀川 - 四条西洞院：堀川線と四条線
- 烏丸丸太町 - 寺町丸太町：中立売線と丸太町線
- 烏丸丸太町 - 烏丸下立売：中立売線と烏丸線
- 七条東洞院 - 七条河原町：木屋町線と七条線

## 路線図
```
凡例：━━━は、京都電気鉄道によって敷設され、京都市営化まで存続した路線。
　　　＊＊＊は、京都電気鉄道によって敷設され、京都市営化までに廃止された路線。
　　　★は、京都電気鉄道によって開設され、京都市営化まで存続した車庫。
　　　☆は、京都電気鉄道によって開設され、京都市営化までに廃止された車庫。
　　　〇は、主要駅。

〇北野　　　　　　　　　　　　　　　　　　　　　　　　　　　　　　　　　〇出町
┃　　　　　　　　　　　　　　　　　　　　　　　　　　　　　　　　　　　┃
┃　　　　　　　　　　　　　　　　　　　　　　　　　　　　　　　　　　　┃
┃　☆七本松車庫　　　　　　　　　　　　　　　　　　　　寺町今出川〇━━〇河原町今出川
┃　★北野車庫　　　　　　　　　　　　　　　　　　　　　　　　　　┃
〇━━━━━━━〇堀川中立売　　　　　　　　　　　　　　　　　　　┃
下　　　　　　　┃　　　　　　　　　　　　　　　　　　　　　　　　┃
ノ　　　　　　　┃　　　　　　　　　　　　　　　　　　　　　　　　┃
森　　堀川下立売〇━━━━━〇━━━━━〇烏丸下立売　　　　　　　┃
　　　　　　　　┃　　　　　府　　　　　┃　　　　　　　　　　　　┃
　　　　　　　　┃　　　　　庁　　　　　┃　　　　　　　　　　　　┃
　　　　　　　　┃　　　　　前　　　　　〇━━━━━〇━━━━━━〇寺町丸太町
　　　　　　　　┃　　　　　　　　　　　烏　　　　　丸　　　　　　┃
　　　　　　　　┃　　　　　　　　　　　丸　　　　　太　　　　　　┃　　　木
　　　　　　　　┃　　　　　　　　　　　丸　　　　　町　　　　　　┃　　　屋
　　　　　　　　┃　　　　　　　　　　　太　　　　　富　　　　　　┃　　　町
　　　　　　　　┃　　　　　　　　　　　町　　　　　小　　　　　　┃　　　二
　　　　　　　　┃　　　　　　　　　　　　　　　　　路　　　　　　┃　　　条
　　　　　　　　┃　　　　　　　　　　　　　　　　　　　　　　　　〇━━━〇━━━━━━〇
　　　　　　　　┃　　　　　　　　　　　　　　　　　　　　　　　　寺　　　┃　　　　　　┃
　　　　　　　　┃　　　　　　　　　　　　　　　　　　　　　　　　町　　　┃　　　　　　┃
　　＊＊＊＊＊＊〇堀川押小路　　　　　　　　　　　　　　　　　　　二　　　┃　　　　　　〇━━━━〇━━┓
　　＊　　　　　┃　　　　　　　　　　　　　　　　　　　　　　　　条　　　┃　　　　　　岡　　　　南　　┃
　　＊　　　　　┃　　　　　　　　　　　　　　　　　　　　　　　　　　　　┃　　　　　　崎　　　　禅　　┃
　　〇━━━━━〇堀川御池　　　　　　　　　　　　　　　　　　　　　　　　┃　　　　　　円　　　　寺　　〇
　　二　　　　　┃　　　　　　　　　　　　　　　　　　　　　　　　　　　　┃　　　　　　勝　　　　橋　　蹴
　　条　　　　　┃　　　　　　　　　　　　　　　　　　　　　　　　　　　　┃　　　　　　寺　　　　　　　上
　　停　　　　　〇━━〇西洞院四条　　　　　　　　　　　　　　　　　　　　〇四条小橋　　町
　　車　　　　　四　　┃　　　　　　　　　　　　　　　　　　　　　　　　　┃
　　場　　　　　条　　┃　　　　　　　　　　　　　　　　　　　　　　　　　┃
　　　　　　　　堀　　┃　　　　　　　　　　　　　　　　　　　　　　　　　〇五条小橋
　　　　　　　　川　　┃　　　　　　　　　　　　　　　　　　　　　　　　　┃
　　　　　　　　　　　┃　　　　　　　　　　　　　　　　　　　　　　　　　┃
　　　　　　　　　　　┃　　　　　　　　　　　　　　　　　　　　　┏━━━┛
　　　　　　　　　　　┃　　　　　　　　　　　　　　　　　　　　　┃
　　　　　　　　　　　┃　　　　　　　　　　　　　　　　　　　　　┃
　　　　　　　　　　　┃　　　　　　　　　　　　　　＊＊＊＊＊＊＊〇新寺町上珠数屋町
　　　　　　　　　　　┃　　　　　　　　　　　　　　＊　　　　　　┃
　　　　　　　　　　　┃　　　　　　　　　　　　　　＊　　　　　　┃
　　　　　　西洞院七条〇　　　　　七条東洞院〇━━━〇━━━〇━━〇七条内浜
　　　　　　　　　　　┃　　　　　　　　　　┃　　　七　　　┃七
　　　　　　　　　　　┃　　　　　　　　　　┃　　　条　　　┃条
　　　　　　　　　　　┃　　　　　　　七　　┃　　　間　　　┃高
　　　　　　　　　　　┃　　　　　　　条　　┃　　　ノ　　　┃倉
　　　　　　　　　　　┃　　　　　　　停　　┃　　　町　　　┃
　　　　　　　　　　　┃　　　　　　　車　　┃　　　　　　　┃
　　　　　　　　　　　┃　　　　　　　場　　┃☆東洞院車庫　┃
　　　　　　　　　　　┃　★三哲車庫　前　　┃　　　　　　　┃
　　　　　　　　　　　┗━━━━━━━〇━━〇━━━━━━━〇塩小路高倉
　　　　　　　　　　　　　　　　　　　　　　＊塩小路東洞院　┃
　　　　　　　　　　　　　　　　　　　　　　＊　　　　　　　┃
　　　　　　　　　　　　七条停車場（踏切北）〇　　　　　　　┃
　　　　　　　　　　　　　　　　　　　　　　　　　　　　　　┃
　　　　　　　　　　　　七条停車場（踏切南）〇　　　　　　　┃
　　　　　　　　　　　　　　　　　　　　　　＊　　　　　　　┃
　　　　　　　　　　　　　　　　　　　　　　＊　　　　　　　┃
　　　　　　　　　　　　　　　　　　八条新道〇━━━━━━━┛
　　　　　　　　　　　　　　　　　　　　　　┃
　　　　　　　　　　　　　　　　東九条車庫★┃
　　　　　　　　　　　　　　　　　　　　　　┃
　　　　　　　　　　　　　　　　　　　　　　┃
　　　　　　　　　　　　　　　　　　　　　　┃
　　　　　　　　　　　　　　　　　　　勧進橋〇━━━━━━━〇稲荷
　　　　　　　　　　　　　　　　　　　　　　┃
　　　　　　　　　　　　　　　　　　　　　　┃
　　　　　　　　　　　　　　　　　　　　　　┃
　　　　　　　　　　　　　　　　　　　　　　┃
　　　　　　　　　　　　　　　　　　　　　　┃
　　　　　　　　　　　　　　　　　　　＊＊＊〇大手筋
　　　　　　　　　　　　　　　　　　　＊　　┃
　　　　　　　　　　　　　　　　　　　＊　　┃
　　　　　　　　　　　　　　　地方山崎〇　　〇下油掛
　　　　　　　　　　　　　　　　　　　　　　┃
　　　　　　　　　　　　　　　　　　　　　　┃
　　　　　　　　　　　　　　　　　　　　　　〇中書島

```